# قدر مطلق (اخترشناسی)
قدر مطلق (به انگلیسی: Absolute magnitude) در علم اخترشناسی معیاری برای روشنایی یک جرم آسمانی است که از آن برای سنجش و مقایسه درخشندگی ستارگان با یکدیگر استفاده می‌شود. هر چه قدر مطلق یک ستاره کوچک‌تر باشد روشنایی آن بیشتر خواهد بود. برای مثال روشنایی یک ستاره با قدر ۲+ از روشنایی یک ستاره با قدر ۳+ بیشتر است. کمترین قدر مطلق ۹- برای اَبَرغول‌ها و بیشترین مقدار ۱۹ برای کوتوله‌های سفید است.

## تعریف
روشنایی یک ستاره از دید ناظر زمینی که به قدر ظاهری معروف است، به دو عامل وابسته است: فعالیت ستاره و فاصله آن. هر چه فعالیت و همجوشی یک ستاره بیشتر باشد توانایی نوردهی آن بیشتر بوده و روشنایی آن بیشتر خواهد بود. واحد سنجش درخشندگی در SI وات است. از سوی دیگر با افزایش فاصله ستاره از ناظر روشنایی آن کمتر می‌شود؛ بنابراین به دلیل تأثیر فاصله، خورشید از سایر ستارگان بسیار درخشان تر دیده می‌شود. در محاسبه قدر مطلق ستارگان برای حذف اثر فاصله فرض می‌شود که تمام ستارگان در فاصلهٔ ۱۰ پارسِک یا ۳۲٫۶ سال نوری از ناظر قرار دارند. ازاین‌رو قدر مطلق به‌دلیل نیاز به مقیاسی مستقل از فاصله در ستاره‌شناسی تعریف شده‌است.
به عبارت دیگر در مورد اجرام خارج از منظومهٔ شمسی، قدر مطلق برابر با قدر ظاهری جرم آسمانی است به شرط آن‌که در فاصلهٔ ۱۰ پارسِک یا ۳۲٫۶ سال نوری از ناظر قرار داده شود و هیچ‌گونه جذب نور به‌وسیلهٔ غبار میان‌ستاره‌ای رخ ندهد. قدر مطلق را با M و قدر ظاهری را با m نشان می‌دهند.
هنگامی که خورشید در فاصلهٔ ۱۰پارسِکیِ زمین قرار گیرد، قدری نزدیک به ۴٫۸ خواهد داشت و با چشم غیرمسلح به‌سختی دیده خواهد شد.

## ستارگان و کهکشان‌ها، قدر مطلق (M)
درمورد ستارگان و کهکشان‌ها، فاصلهٔ استاندارد برای قدر مطلق ۱۰ پارسِک یا ۳۲٫۶ سال نوری است.

## فرمول‌ها
قدما برای طبقه‌بندی روشنایی ستارگان آن‌ها را در ۶ گروه طبقه‌بندی کردند. هرشل در مطالعات خود کشف کرد که روشنایی یک ستاره از قدر اول ۱۰۰ برابر یک ستاره از قدر ۶ ام است:
{\displaystyle L_{1}=100\times L_{6}}
از سوی دیگر اگر نسبت درخشندگی دو قدر متوالی از هم ثابت باشد خواهیم داشت:
{\displaystyle {\frac {L_{\left(i+1\right)}}{L_{i}}}=a}
{\displaystyle L_{1}=a\times L_{2}\quad ,\qquad L_{2}=a\times L_{3}\quad ,\qquad ...\qquad L_{6}=a\times L_{5}}
{\displaystyle \longrightarrow L_{1}=a^{5}\times L_{6}}
که با مقایسه با رابطه اول مقدار a بدست می‌آید:
{\displaystyle a^{5}=100\longrightarrow a={\sqrt[{5}]{100}}\approx 2.511}
بدین ترتیب با کاهش یک واحد به قدر ستاره روشنایی آن تقریباً ۲٫۵ برابر می‌شود.
اکنون در ادامه نسبت روشنایی ستاره‌ای با قدر x از ستاره‌ای با قدر ۶ بدست می‌آید، با یک استدلال ساده ریاضی خواهیم داشت:
{\displaystyle {\frac {L_{x}}{L_{6}}}=100^{\left({\frac {6-x}{5}}\right)}}
از سوی دیگر طبق تعریف برای قدر دو ستاره داریم:
{\displaystyle M_{2}=1+M_{1}}
و به صورت مشابه برای ستاره‌ای با قدر x خواهیم داشت:
{\displaystyle M_{6}-M_{x}=\left(6-x\right)}
با حذف عبارت مشترک {\displaystyle \left(6-x\right)}در دو رابطه اخیر می‌توان رابطه بین درخشندگی و قدر را بدست آورد:
{\displaystyle {\frac {L_{x}}{L_{6}}}=100^{\left({\frac {M_{6}-M_{x}}{5}}\right)}}
یا به صورت کلی:
{\displaystyle \color {blue}{\frac {L_{x}}{L_{y}}}=100^{\left({\frac {M_{y}-M_{x}}{5}}\right)}}
یا:
{\displaystyle \color {blue}M_{y}-M_{x}=2.5log\left({\frac {L_{x}}{L_{y}}}\right)}

### فرمول قدر و فاصله
بین قدر مطلق، قدر ظاهری و فاصله رابطه‌ای وجود دارد که بیشتر به مدول فاصله معروف است.
اگر ستاره‌ای با شعاع R دارای توان تابشی W وات باشد در این صورت درخشندگی آن برابر است با:
{\displaystyle L_{R}={\frac {W}{4\pi R^{2}}}}
مقدار درخشندگی قابل رویت این ستاره در فاصله d نیز حاصل پخش توان ستاره بر روی سطح کره‌ای با شعاع برابر با فاصله d خواهد بود:
{\displaystyle L_{d}={\frac {W}{4\pi d^{2}}}}
اگر درخشندگی ستاره را در فاصله ۱۰ پارسک اندازه‌گیری شود خواهیم داشت:
{\displaystyle L_{10}={\frac {W}{4\pi 10^{2}}}}
با حذف مقدار W از دو رابطه اخیر خواهیم داشت:
{\displaystyle {\frac {L_{d}}{L_{10}}}=\left({\frac {10}{d}}\right)^{2}}
جمله سمت چپ معادله فوق با مقدار قدر ستاره دارای ارتباط زیر است:
{\displaystyle {\frac {L_{d}}{L_{10}}}=100^{\left({\frac {M_{10}-M_{d}}{5}}\right)}}
اما طبق تعریف {\displaystyle M_{10}} همان قدر مطلق ستاره {\displaystyle (M)} و {\displaystyle M_{d}} قدر ظاهری ستاره {\displaystyle (m)} است:
{\displaystyle \left({\frac {10}{d}}\right)^{2}=100^{\left({\frac {M-m}{5}}\right)}}
که با ساده‌سازی رابطه خواهیم داشت:
{\displaystyle \color {red}M=m-5((\log _{10}{D})-1)\!}
در این رابطه M قدر مطلق، m قدر ظاهری و D فاصله برحسب پارسِک است.
مثال: ستارهٔ پای شکارچی دارای قدر ظاهریِ ۰٫۱۲ و فاصلهٔ ۸۶۰ سال نوری است. در نتیجه قدر مطلق آن:
{\displaystyle M_{V}=0.12-5\cdot (\log _{10}{\frac {860}{3.2616}}-1)=-7.02.}

## اجرام منظومهٔ شمسی، قدر مطلق (H)
برای اجرام منظومهٔ خورشیدی تعریف متفاوتی برای قدر مطلق وجود دارد. در این حالت، قدر مطلق عبارت است از قدر ظاهریِ جرم آسمانی، درصورتی‌که در فاصلهٔ یک واحد نجومی هم از خورشید و هم از ناظر قرار داشته‌باشد. ازآنجاکه جرم آسمانی نور خود را از خورشید دریافت می‌کند، قدر مطلق تابعی از زاویهٔ فاز جرم آسمانی است. برای تبدیل قدر مطلق ستارگان یا کهکشان‌ها به قدر مطلق سیاره‌ها، باید عدد ۳۱٫۵۷ را از مقدار آن‌ها کم کرد.

## سنجش فواصل ستارگان با استفاده از قدر مطلق
قدر مطلق برخی از ستارگان متغیر مانند ستارگان متغیر قیفاووسی، متغیرهای شلیاقی و … با دوره تناوب نوری آن‌ها دارای ارتباط است. در سال ۱۹۱۲، هنریتا لیویت از دانشگاه هاروارد طی بررسی ۲۵ ستاره متغیر قیفاووسی در ابر ماژلانی کوچک متوجه شد که هر چه دوره تناوب یک متغیر قیفاووسی بلندتر باشد، درخشندگی مطلق آن بیشتر است. این یافته در آن زمان کشف بزرگی در فاصله سنجی ستاره‌ها و خوشه‌های ستاره‌ای محسوب می‌شد. در این روش با اندازه‌گیری دوره تناوب می‌توان قدر مطلق ستاره را تعیین کرد و با کمک میانگین قدر ظاهری آن، فاصله ستاره از زمین تعیین می‌شود. چند سال بعد هارلو شپلی از این روش برای تعیین فاصله زمین از مرکز کهکشان و تخمین واقع بینانه از ابعاد کهکشان راه شیری استفاده کرد. در دهه ۱۹۳۰ ادوین هابل با جستجوی متغیرهای قیفاووسی در کهکشان‌های دیگر توانست فاصله آن‌ها را از زمین به دست آورد.